# Albert Ernest Radford
Pour les articles homonymes, voir Radford.
Albert Ernest Radford est un botaniste américain, né le 25 janvier 1918 à Augusta (Géorgie) et mort le 12 avril 2006 à Columbia, Missouri.

## Biographie
Il est l'aîné des neuf enfants d’Albert Radford et d’Eloise née Moseley. Il fait ses études au College d’Augusta où il s’oriente tout d’abord vers les mathématiques, mais l’influence d’un de ses professeurs, Albert Sumner Ives le conduit à s’intéresser à la botanique. Il étudie à l’Université Furman (Bachelor of Sciences en 1939) puis à l’Université de Caroline du Nord, où il est recruté par William Chambers Coker (1872-1953). Outre Coker, il est dirigé également par Henry Roland Totten (1892-1974). Il sert dans le 51e bataillon d’ingénieur de combat durant la Seconde Guerre mondiale et est engagé en Afrique du Nord et Europe, notamment dans la Bataille des Ardennes.
Il se marie en 1941 avec Laurie Steward Radford (1910-2004), conservatrice à l’herbier de l’université, union dont sont issus trois enfants, David, John et Linda. Albert Radford enseigne la botanique à l’université de Caroline du Nord (UNC), Chaptel Hill, durant quarante ans et dirige l’herbier de l’université pendant vingt-trois ans. Il obtient son Ph. D. en botanique en 1948 avec une thèse intitulée The Vascular Flora of the Olivine Deposits of North Carolina and Georgia. Il s’intéresse aux relations entre le sol, les minéraux et les roches qui le constituent, et la distribution des végétaux. Il est instructeur de 1946 à 1949, professeur assistant de 1949 à 1953, professeur associé de 1953 à 1958, professeur de 1958 à 1987 et, finalement, professeur émérite de 1987 à 2006. Il organise de nombreuses sorties sur le terrain pour ses étudiants. Celles-ci sont de durée variable et Radford avertit ses étudiants que s’ils ont peur des serpents, des moustiques ou de l’eau, il vaut mieux qu’ils renoncent. Outre plusieurs manuels pédagogiques, il dirige 42 masters et 20 thèses en botanique.
Radford dirige la Société Elisha Mithcelle ainsi que le club de botanique du sud des Appalaches et est membre de diverses sociétés savantes comme la Botanical Society of America, l’American Association for the Advancement of Science, etc. Outre ses travaux scientifiques, il participe activement à la conservation dans le sud-est des États-Unis. Il s’intéresse notamment à la mise au point de méthode pour la description et l’évaluation des aires naturelles et participe activement à la publication de Natural Heritage : Classification, Inventory, and Information (1981). Ses travaux contribuent à la conservation de nombreuses aires naturelles.
Sous son action, l’herbier de l’UNC passe de 100 000 spécimens à 500 000. Compte tenu du grand nombre de doublon, il entreprend un vaste programme d’échange afin d’enrichir la collection tant en taille qu’en diversité.
Avec Clyde Ritchie Bell (1921-) et Harry E. Ahles (1924-1981), il fait paraître en 1964 un Guide to the Vascular Flora of the Carolinas, with Distribution in the Southeastern States, fruit de huit ans de recherche et de 200 000 spécimens récoltés. Suivront en 1965 Atlas of the Vascular Flora of the Carolinas et en 1968 Manual of the Vascular Flora of the Carolinas ; ces ouvrages deviendront la référence en matière d’identification des plantes du sud-est. Réédité quatorze fois, ces livres totaliseront 50 000 exemplaires.
James Austin Mears (1944-) lui dédie l’espèce Parthenium radfordii et L. L. Gaddy Dicerandra radfordii.

## Œuvres
- Avec Harry E. Ahles (1924-1981) et C. Ritchie Bell (1921-), Manual of the Vascular Flora of the Carolinas. Chapel Hill, Caroline du Nord : University of North Carolina Press.  (ISBN 0-8078-1087-8).
- Vascular Plant Systematics (1974). New York : Harper and Row.
- Fundamentals of Plant Systematics (1986). New York : Harper & Row.  (ISBN 0-06-350594-0).
- Natural Heritage : Classification, Inventory, and Information (1981). Chapel Hill, North Carolina : University of North Carolina Press.  (ISBN 0-8078-1463-6).

## Source
- William R. Burk et Alan S. Weakley (2006). Albert E. Radford—A Tribute. Castanea, 71 : 179-185.